# فرودگاه هانلی
فرودگاه هانلی (به انگلیسی: Hanley Airport) یک فرودگاه همگانی است که یک باند فرود چمن دارد و طول باند آن ۸۲۳ متر است. این فرودگاه در کشور کانادا قرار دارد و در ارتفاع ۵۸۷ متری از سطح دریا واقع شده‌است.